# Els burgesos de Calais
Els burgesos de Calais (en francès, Les Bourgeois de Calais) és una escultura que representa sis burgesos que el 1347, al principi de la Guerra dels Cent Anys (1337-1453), decidiren sacrificar la seva vida per salvar els habitants de la ciutat francesa, assetjada, de Calais. L'escultor Auguste Rodin rebé el 1885 l'encàrrec de realitzar una escultura commemorativa dels burgesos. Després de gairebé quatre anys de disseny conceptual, l'escultura fou creada el 1888, i després d'alguns canvis de situació, el monument fou inaugurat el 1895. Eugeni d'Ors descrigué l'escultura com a «figures gairebé grotesques que [tanmateix] embelleixen l'ànima de la ciutat […]». N'hi ha còpies arreu del món.

## Història

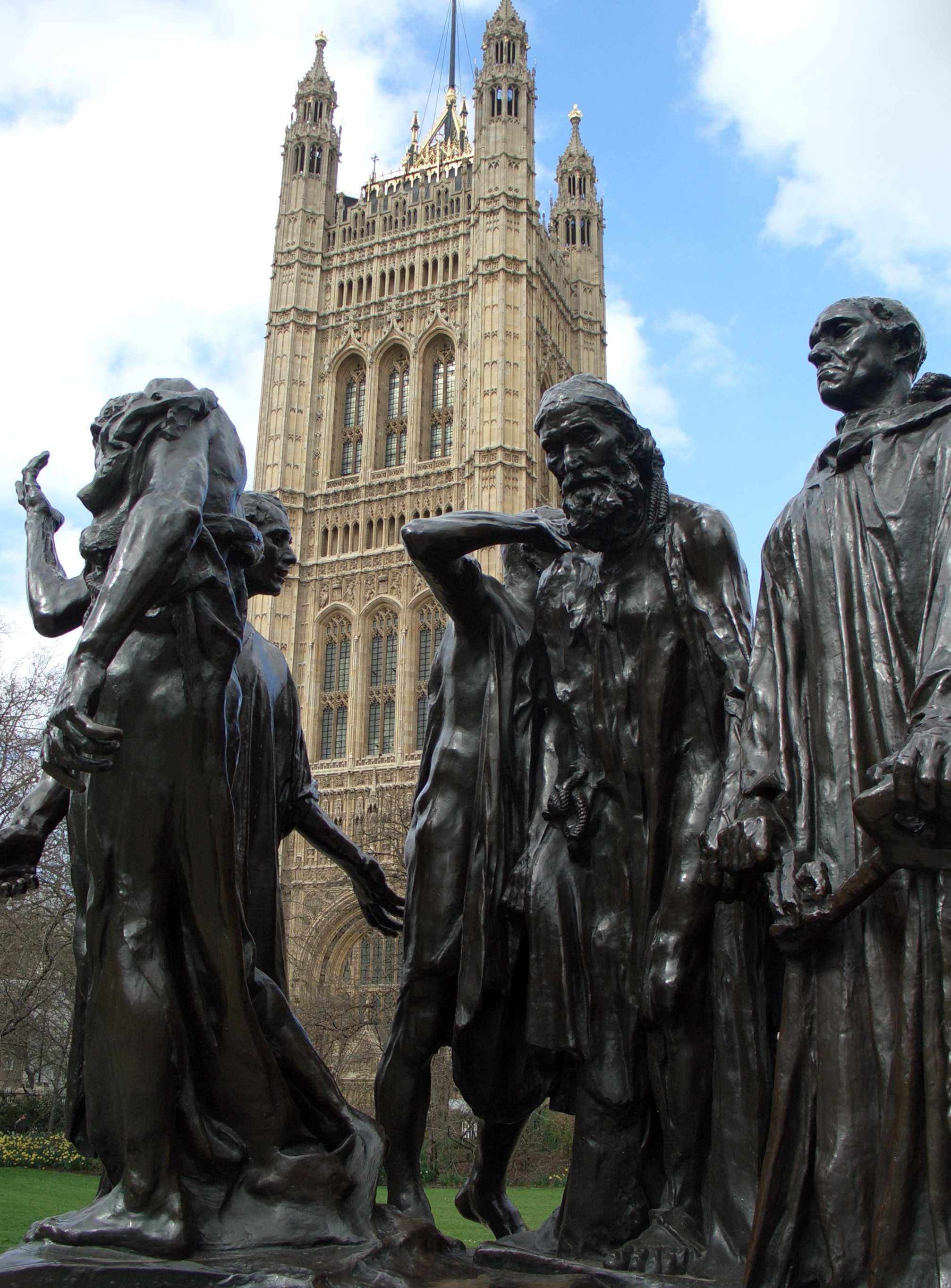
Una de les còpies realitzades de l'estàtua, amb el Palau de Westminster de fons.

Jean Froissart narra la història dels sis burgesos en la seva crònica del setge de Calais.
Per al rei anglès Eduard III, Calais, una ciutat portuària francesa al canal de la Mànega, tenia una gran importància estratègica. Per això, el setembre del 1346, després de la batalla de Crécy, dirigí el setge de la ciutat. Després que fracassessin temptatives per part dels anglesos d'ocupar la ciutat i provatures per part dels francesos d'aixecar el setge, el rei Eduard decidí al febrer de l'any següent que simplement deixaria morir de fam els habitants de la ciutat.
Al juny, les provisions d'aigua i d'aliment ja eren pràcticament inexistents. Un mes més tard, després que un comboi amb provisions fos interceptat pels anglesos, uns cinc-cents nens i vells foren expulsats de la ciutat per mirar de permetre a la resta de sobreviure, però com que els anglesos els barraren el pas, moriren de fam davant els murs de la ciutat.
Després que el rei francès Felip VI retirés les seves forces de la ciutat, a l'agost el batlle de Calais oferí la capitulació al rei anglès a canvi que tots els habitants de la ciutat poguessin partir en llibertat. El rei Eduard refusà l'oferta, indignat perquè la ciutat, que estava a punt de caure i que havia costat tant de temps, diners i homes, encara gosava posar condicions. Els més propers al rei li recordaren que el sol crim de la ciutat era d'haver lluitat amb valentia pel seu rei, i Eduard decidí finalment que estalviaria la població de la ciutat si, en canvi, sis homes importants es lliuraven ells mateixos i que li donaven les claus de la ciutat a ell, vestits únicament amb una samarreta i amb una corda entorn del coll.
El batlle de Calais feu sonar les campanes del campanar i reuní els habitants a la plaça, on els explicà els desitjos del rei anglès. Els habitants reaccionaren amb tristesa i es posaren a plorar. Després d'un moment, un dels homes més rics de la ciutat, Eustache de Saint-Pierre, s'alçà i digué:
| « | Monsieur, seria una gran pena permetre que aquesta gent morís de fam si podem trobar una alternativa. Estic convençut que puc guanyar-me el perdó de Déu si em sacrifico per a aquesta gent, de manera que m'ofereixo a ser el primer que, amb els peus i el cap nus, vestit únicament amb una samarreta i amb una corda entorn del coll, es lliuri a la mercè del rei anglès. | » |
| — | |   |

Finalment, cinc més dels burgesos més importants de la ciutat decidiren acompanyar-lo: Jacques i Pierre de Wissant, Jean de Vienne, Andrieus d'Andres i Jean d'Aire. Es vestiren segons els desigs del rei i foren escortats a través de la ciutat fins a les seves portes, on s'acomiadaren de la inquieta multitud d'homes, dones i nens. Les portes s'obriren, el batlle sortí amb els seus sis burgesos i tancà de nou les portes. Aleshores, seguí el grup fins al campament anglès, on els lliurà.
Els anglesos els conduïren fins a la tenda del rei Eduard, on caigueren de genolls i li feren a mans les claus de la ciutat. El rei, de naturalesa malvada, els mirà en silenci durant una llarga estona abans de donar l'ordre de decapitar-los. Un dels cavallers que estaven presents decidí intervenir:
| « | Bon rei, us suplico que reprimiu la vostra fúria. La vostra reputació parla d'un cor noble, no permeteu per tant que un acte com aquest la taqui ni permeteu que aquesta ocasió serveixi perquè algú parli despectivament de vós. El món sencer diria que vós heu actuat amb crueltat i que heu condemnat a la mort sis homes que, per voluntat pròpia, s'han lliurat a la vostra mercè per salvar llurs conciutadans. | » |
| — | |   |

La fúria del rei cresqué quan el seu cavaller li recordà l'heroïcitat dels burgesos i feu fora el cavaller. Aleshores la seva reina, Felipa d'Hainaut, esclatà en llàgrimes i, caient al peu del rei, li suplicà:
| « | Bon senyor, d'ençà que vaig passar el mar amb gran perill per reunir-me amb vós, no us he demanat mai cap favor. Ara us suplico amb tota humilitat, com un present, pel Fill i per la Mare de Déu, i pel vostre amor envers mi, que perdoneu aquests sis homes. | » |
| — | |   |

El rei la mirà en silenci una curta estona i digué:
| « | Ah, senyora, voldria que no fóssiu aquí sinó en algun altre lloc. M'ho heu suplicat d'una manera tal que no us ho puc refusar: us els lliuro a vós, feu-ne el que volgueu. | » |
| — | |   |

Immediatament, Felipa els llevà les cordes del coll i els conduí a la seva cambra, on els donà roba i els oferí un magnífic àpat. Seguidament, els donà diners i els conduí a un lloc segur. Finalment, partiren a diverses ciutats de la Picardia.
Aleshores, els habitants de Calais se n'anaren al territori francès; els rics hagueren de pagar un rescat. Després d'haver passat fam durant tant de temps, centenars d'habitants de Calais moriren per haver menjat massa aliments en massa poc temps. Calais romangué anglesa fins al 1558.

## Escultura de Rodin

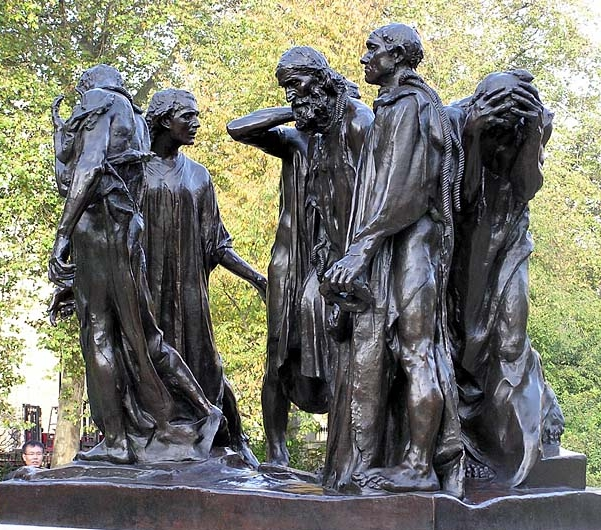
Els burgesos de Calais als Victoria Tower Gardens de Londres, Regne Unit. Segons la llei francesa, no es poden fer més de dotze còpies de l'escultura després de la mort de Rodin. Una d'aquestes fou comprada pel govern britànic el 1911 i es troba actualment a l'ombra del Palau de Westminster.

L'escultura de bronze de Rodin fa més de dos metres d'alt i aproximadament dos i mig d'amplada, i pesa 1.814 quilograms. La imatge principal es compon de sis homes, tots d'alçada similar, i vestits en robes semblants desgastades. No es veu cap jerarquia en el grup. Els homes dirigeixen la seva mirada en diferents direccions, quatre fan gestos i fan un pas cap endavant, mentre que dos d'ells romanen quiets i semblen determinats. Les figures estan a prop les unes de les altres, formant un grup, però són independents. Les figures són una mica més grans que les dimensions naturals i semblen afeixugats per llur roba i per llurs peus i mans desproporcionadament grans.
Els gests dels homes presenten en conjunt un lent moviment de rotació d'una banda a l'altra de l'escultura, en contrast amb tots els detalls individuals, que l'espectador només pot veure d'una certa distància estant. Cap dels homes no comunica amb els altres o amb l'espectador, cada cara presenta uns trets individuals i transmet un estat d'ànim: determinació, angúnia i apatia. Rodin reproduí de manera realista sis homes que han patit un any de setge i que ara fan el seu primer pas vers la mort. Eustache de Saint-Pierre mostra força i determinació; Jean d'Aire és qui porta les claus de la ciutat al rei anglès; Andrieus d'Andres, en canvi, deixa entreveure la seva desesperació; Pierre de Wissant també es mostra dubitatiu, mentre que el seu germà sembla haver acceptat que el seu destí és inevitable; Jean de Fiennes té els braços oberts, oferint-se al sacrifici.
L'efecte de rotació incita l'espectador a caminar al voltant del grup escultòric, cosa que el porta a veure una seqüència d'imatges en què a vegades cada home sembla meditar la seva decisió ell sol, mentre que a partir d'una altra direcció sembla que hagi pres una decisió comuna de sacrificar-se. D'aquesta manera, un sol cop d'ull revela una imatge glaçada en el temps d'una varietat de pensaments, sentiments i decisions.
L'escultura de Rodin fou innovadora pel seu temps. Amb el seu realisme èpic, l'escultura s'oposava a l'art rígid i acadèmic del segle xix, però també es desmarcava tant de les efímeres visions dels impressionistes com de la seca objectivitat dels realistes. Tampoc no hi ha trets del formalisme del modernisme, encapçalat per Paul Cézanne.
Durant les preparacions, Rodin utilitzà diverses parts de l'escultura i les combinà de maneres diferents. Feu molts esbossos menors i alguns estudis a escala natural, alguns dels quals van ser foses en bronze i es troben actualment al Museu Rodin de París.

### Història de l'escultura

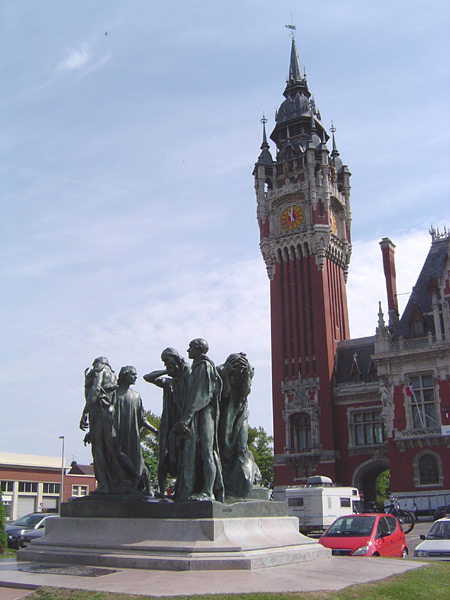
Els burgesos de Calais a la plaça de Calais amb l'ajuntament al fons.

Diversos batlles de Calais consideraren la possibilitat d'encarregar una escultura que glorifiqués la història dels sis burgesos. Hi hagué diversos projectes que no fructificaren, fins que el 1880, el batlle més jove de Calais, Oscar Dewavrin, decidí erigir un monument a la plaça de la ciutat en honor d'Eustache de Saint-Pierre, el més prominent dels sis herois. S'imaginava un únic burgès en un pedestal alt, en l'estil heroic i acadèmic que era típic dels monuments importants de finals del segle xix. En un concurs que es desenvolupà el 1884, el batlle deixà l'elecció als seus conciutadans, que triaren Auguste Rodin com a artista. Aleshores, Rodin ja era cèlebre per les seves escultures realistes i expressives.
Quan Rodin llegí la crònica del setge de Calais, veié davant seu els sis homes en un grup, en el precís instant que es decideixen a sacrificar-se. En el primer esbós, de més de trenta centímetres d'altura, Rodin situà els burgesos en un pedestal alt, en dues files unides per una corda. El comitè del concurs fou encantat de l'esbós original i Rodin obtingué un contracte de 35.000 francs al gener del 1885, i es fixà que l'escultura havia d'estar enllestida l'any següent. Al mateix temps, es demanà «sense més retards» una versió més gran i més detallada que havia de fer un terç de la mida de l'escultura enllestida, però que no baixà dels dos metres d'alçària.
Tanmateix, Rodin necessità sis mesos per enllestir el model promès, i quan el presentà al juliol no agradà ni al comitè ni al públic en general. Rodin trobava que no tenia sentit de representar totes les arrugues i els plecs de les vestimentes en detall en un esbós preliminar, i que era completament innecessari malgastar 300 francs a fer netejar el seu estudi per complaure el públic. La premsa local es divertí amb els «homenets en camisa de nit» i el comitè començà a cercar una composició piramidal més grandiosa, que representés els herois de la ciutat més fidelment, i suggerí que l'artista considerés l'opció de tornar a una única figura.
Tanmateix, Rodin refusà un compromís. Segons ell, era essencial que un escultor visualitzés primer la imatge dominant i el motiu de l'obra i, per tant, no permetia mai que ningú influenciés l'obra. La menor inharmonia afectaria tota l'obra. Malgrat les seves protestes, Rodin feu importants concessions, però continuà de desenvolupar les figures en la seva pròpia direcció. A l'octubre del 1886, arribà finalment a convèncer el comitè que li permetés d'acabar l'obra. Rodin continuà la seva obra i el 1887 pogué presentar tres dels burgesos en una galeria parisenca en una exposició que fou un gran succés. El 1899, un model del grup escultòric esdevingué l'obra central de l'exposició Monet-Rodin. Tanmateix la ciutat de Calais caigué en una crisi econòmica, el comitè organitzador feu fallida i el projecte fou posat en perill.
El 1894, per mitjà d'una loteria s'aconseguí reunir els diners necessaris per realitzar l'obra en bronze, i el 3 de juny de l'any següent es pogué inaugurar finalment l'escultura de Rodin en un parc de Calais. Per desesperació de Rodin, no es respectà el seu desig que l'escultura fos situada directament sobre el sòl sinó que fou situada sobre un pedestal alt i envoltada per una barana. A més, s'instal·là un lavabo públic just al costat de l'escultura.
A la inauguració, Rodin tenia cinquanta-cinc anys. Gràcies als Burgesos, que era la seva primera obra oficial, fou decorat amb la Legió d'Honor.
Durant la Primera Guerra Mundial, una de les figures fou malmesa per metralla i l'escultura fou retirada. Quan fou situada de nou el 1924, es respectà el desig de l'escultor i el pedestal fou retirat, posant l'escultura sobre una base que situa el personatges quasi a nivell de carrer. L'escultura original encara es troba a Calais. Altres còpies es troben a Dinamarca, Bèlgica, Suïssa, Gran Bretanya, els Estats Units, el Japó o Corea del Sud:
1. Victoria Tower Gardens de Londres, a l'ombra del Palau de Westminster;
2. Els jardins del Museu Rodin de París;
3. El Museu Reial de Mariemont (Bèlgica);
4. El Museu Rodin de Filadèlfia;
5. El Norton Simon Museum de Pasadena;
6. El Metropolitan Museum of Art de Nova York;
7. El jardí d'escultures del Museu Hirshorn a Washington DC;
8. El Kunstmuseum de Basilea;
9. La Ny Carlsberg Glyptotek de Copenhaguen;
10. El Museu Nacional d'Art Occidental de Tòquio; i
11. La Galeria Rodin de Seül

Les foses d'aquestes còpies foren realitzades entre el 1903, quan es creà la còpia de la Ny Carlsberg Glyptotek, i el 1995, quan s'enllestí la de la Galeria Rodin de Seül. També existeixen versions basades en l'estàtua de Rodin al Museu d'Israel de Jerusalem, el Museu Van Gogh d'Amsterdam i la Universitat d'Iowa, entre d'altres. Tanmateix, aquestes còpies addicionals no estan subjectes al límit de dotze versions perquè la llei francesa corresponent només concerneix «les edicions originals de bronze. Aquestes són creades a partir de models de terra cuita o de guix realitzats per Rodin».

## Òpera
Hi ha una òpera amb aquest nom Els burgesos de Calais, composta per Rudolf Wagner-Régeny l'any 1939.

## Obra dramàtica de Georg Kaiser
L'obra de teatre Els burgesos de Calais - presentació en tres actes fou desenvolupada en una primera versió el 1912 o 1913, inspirada en l'aleshores ja famosa obra de Rodin, i arribant a la seva versió definitiva el 1914. L'obra fou posada en escena el 29 de gener del 1917 a Frankfurt del Main sota la direcció d'Arthur Hellmer. L'obra fou un èxit i representà la irrupció artística de Georg Kaiser. Encara avui en dia és una lectura escolar.
Kaiser espera que la història de la Guerra dels Cent Anys sigui familiar per al públic; comença al mig dels fets i es desvia significativament de la crònica de Froissart envers el final:
Primer Acte: En un ple obert de la ciutat de Calais, els «ciutadans notables» (regidors) es reuneixen per debatre entre la resistència o la rendició. Un d'ells és Eustache de Saint-Pierre, un dels homes més rics. El rei anglès fa arribar el missatge que aixecarà el setge amb una condició: «[…] sis ciutadans notables han de dur les claus de la ciutat - sis ciutadans notables han de caminar des de la porta - descoberts i descalços - vestits en pecat - la corda al voltant del coll […] sis han de partir de la ciutat a l'alba - sis s'han d'entregar a les arenes davant de Calais - sis cops s'han d'agenollar -; Aquesta penitència preservaria el benestar de la ciutat i el port de Calais!» Eustache de Saint-Pierre s'ofereix com el primer, i el segueixen quatre més. Els germans Wissant s'ofereixen alhora i sobra una persona. Ara cal decidir qui no se sacrificarà.
Segon Acte: Els set voluntaris s'acomiaden dels seus estimats. Durant el sopar, decideixen jugar-se a sorts qui d'ells no se sacrificarà. L'intent fracassa car Eustache manipula els resultats per fer que tots reconsiderin la seva decisió. Finalment es decideix que se salvarà el que arribi últim a la plaça del mercat l'endemà.
Tercer Acte: Al matí, es reuneixen tots a la plaça del mercat i es preparen per partir amb el rei anglès, tret d'Eustache. Es comença a sospitar que ha traït els seus companys, quan apareix Eustache mort, carregat dins un taüt. Per mostrar la necessitat de la víctima, durant la nit s'ha llevat la vida. Finalment, arriba un missatger anglès que anuncia: el rei ha tingut un fill aquesta nit, «aquest matí, per una vida no vol destruir una vida», Calais i el seu port s'han salvat sense la pena de la destrucció! El cos d'Eustache és portat a la catedral: «El rei d'Anglaterra està - si ora davant l'altar - vençut de genolls!» El cec pare d'Eustache parla: «He vist nous éssers humans - ha nascut aquesta nit!» La imatge final es glaça com a l'escultura de Rodin.
El fragment de temps de Kaiser és considerat un document literari i una obra capital del teatre de l'expressionisme, i exhibeix l'estil abstracte d'aquest corrent: el topos de «nous éssers humans», la individualització dels personatges, l'alta artificialitat del llenguatge simbòlic, l'increment patètic. El missatge que la salvació de la comunitat només s'aconsegueix per l'autovictimització d'un individu en lloc de la resistència sense sentit de tots correspon a la crítica usual de l'expressionisme a la classe mitjana de l'època guillermina, que esdevé més rotunda davant les friccions socials i la mort industrialitzada de la Primera Guerra Mundial.

## Galeria

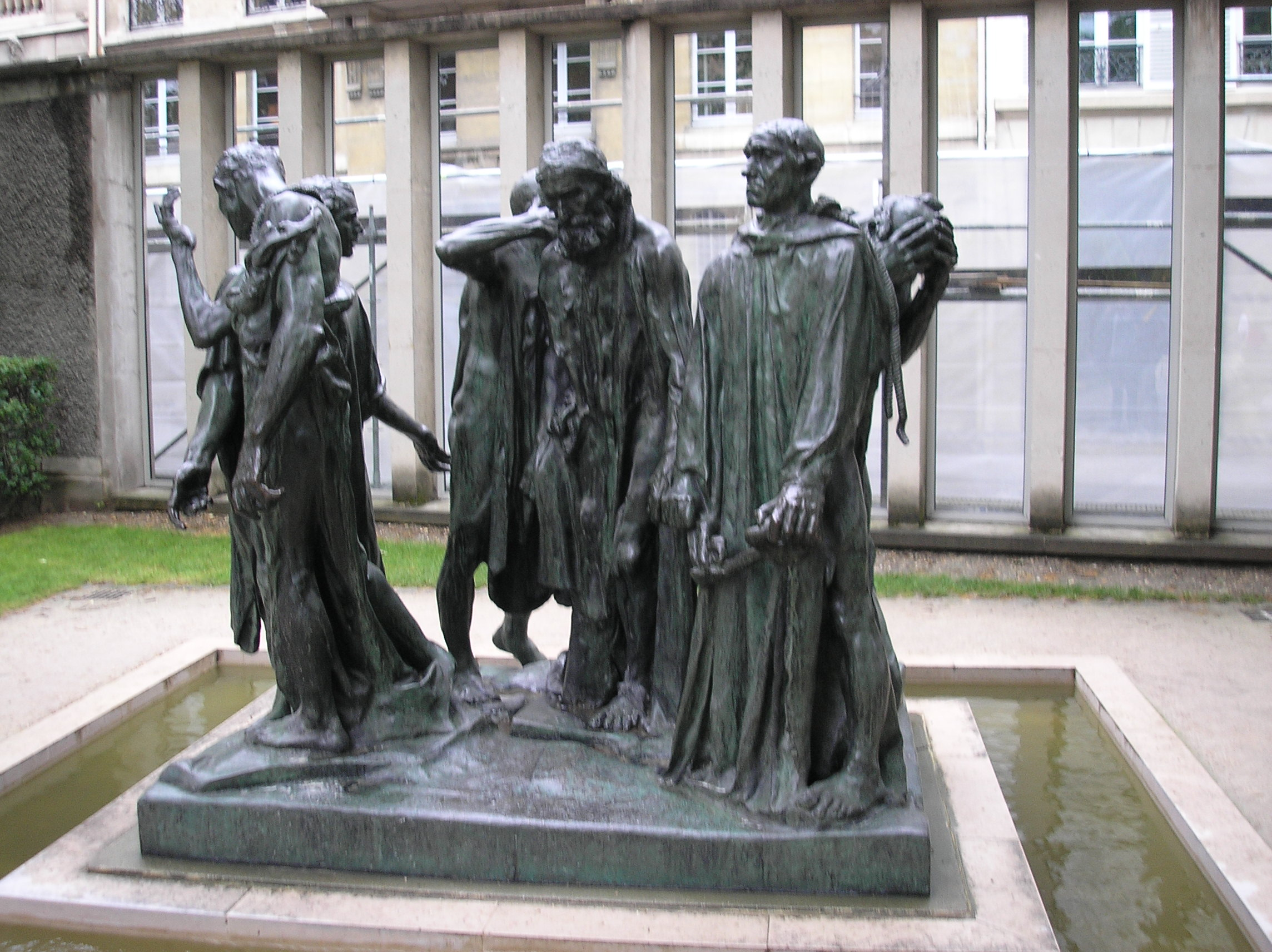
Museu Rodin
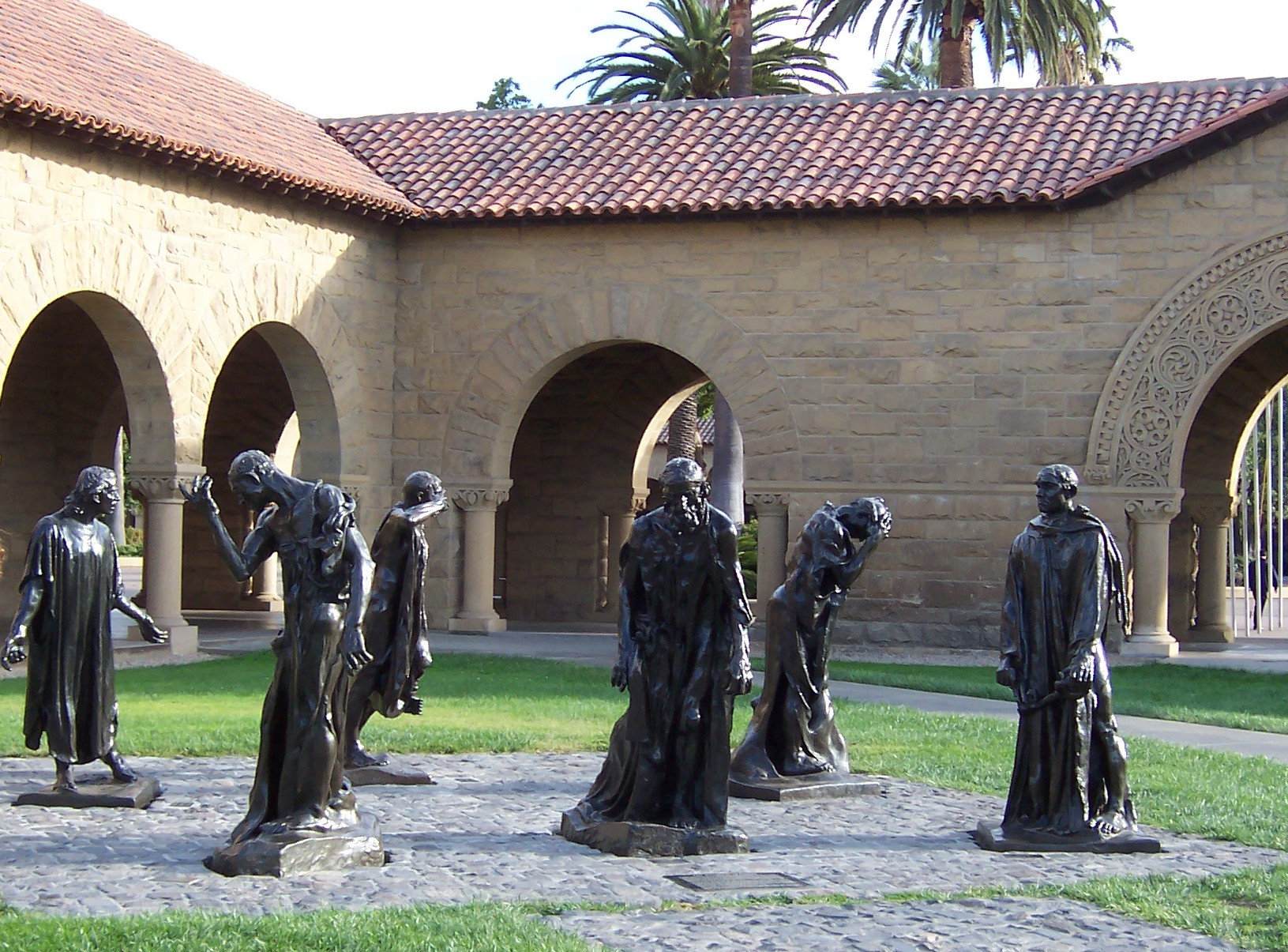
Universitat Stanford
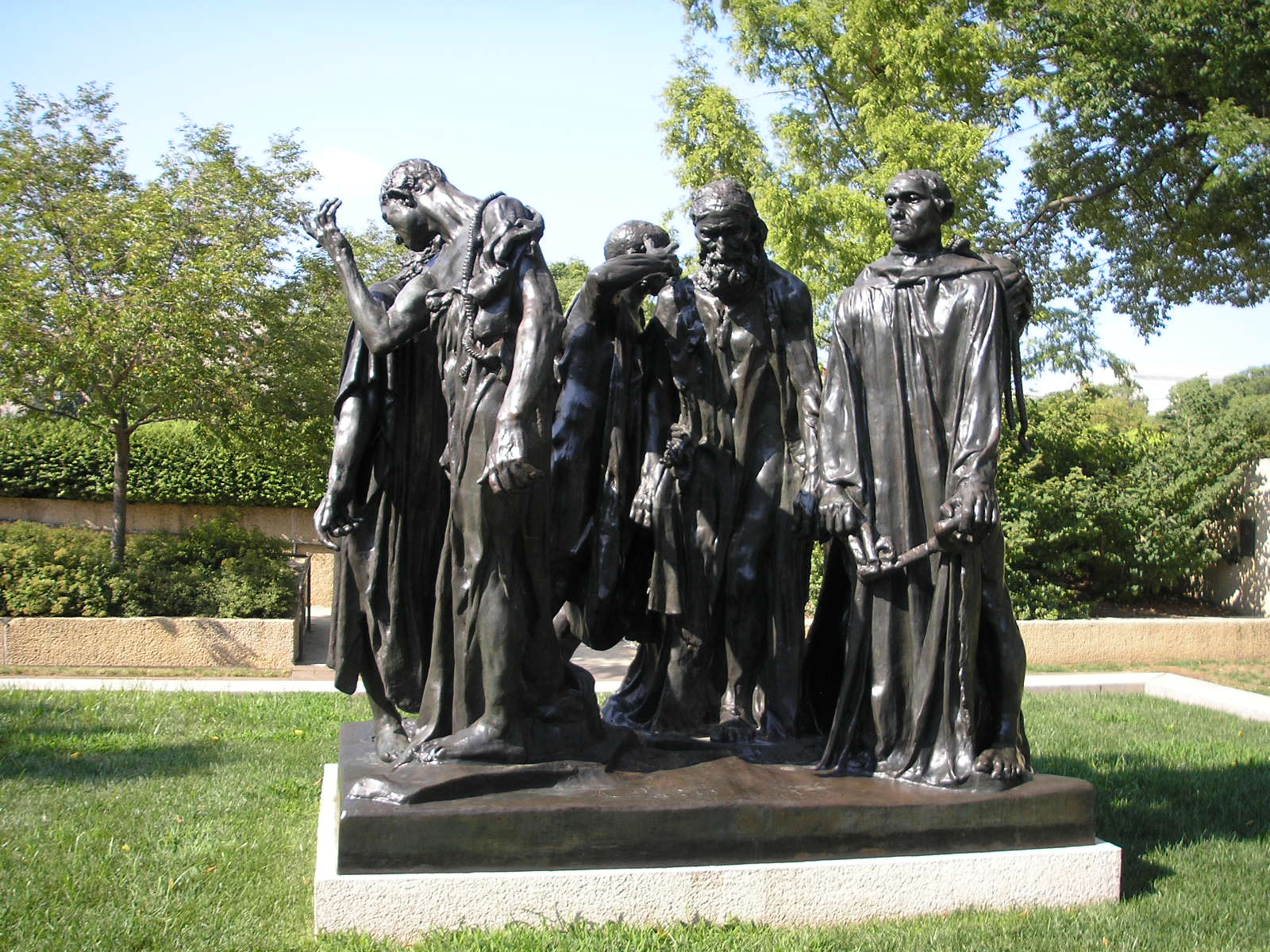
Hirshhorn Sculpture Garden
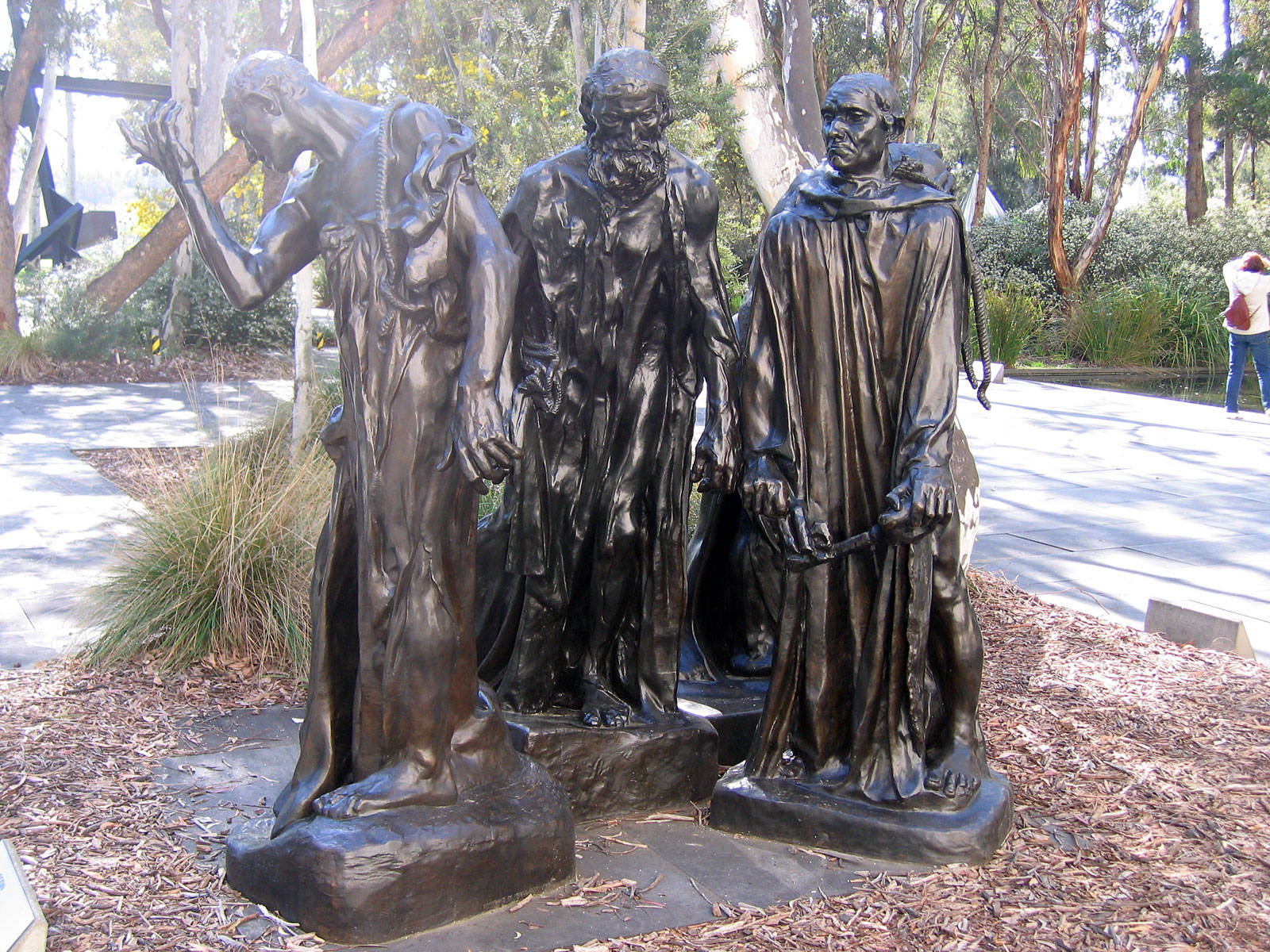
National Art Gallery, Canberra
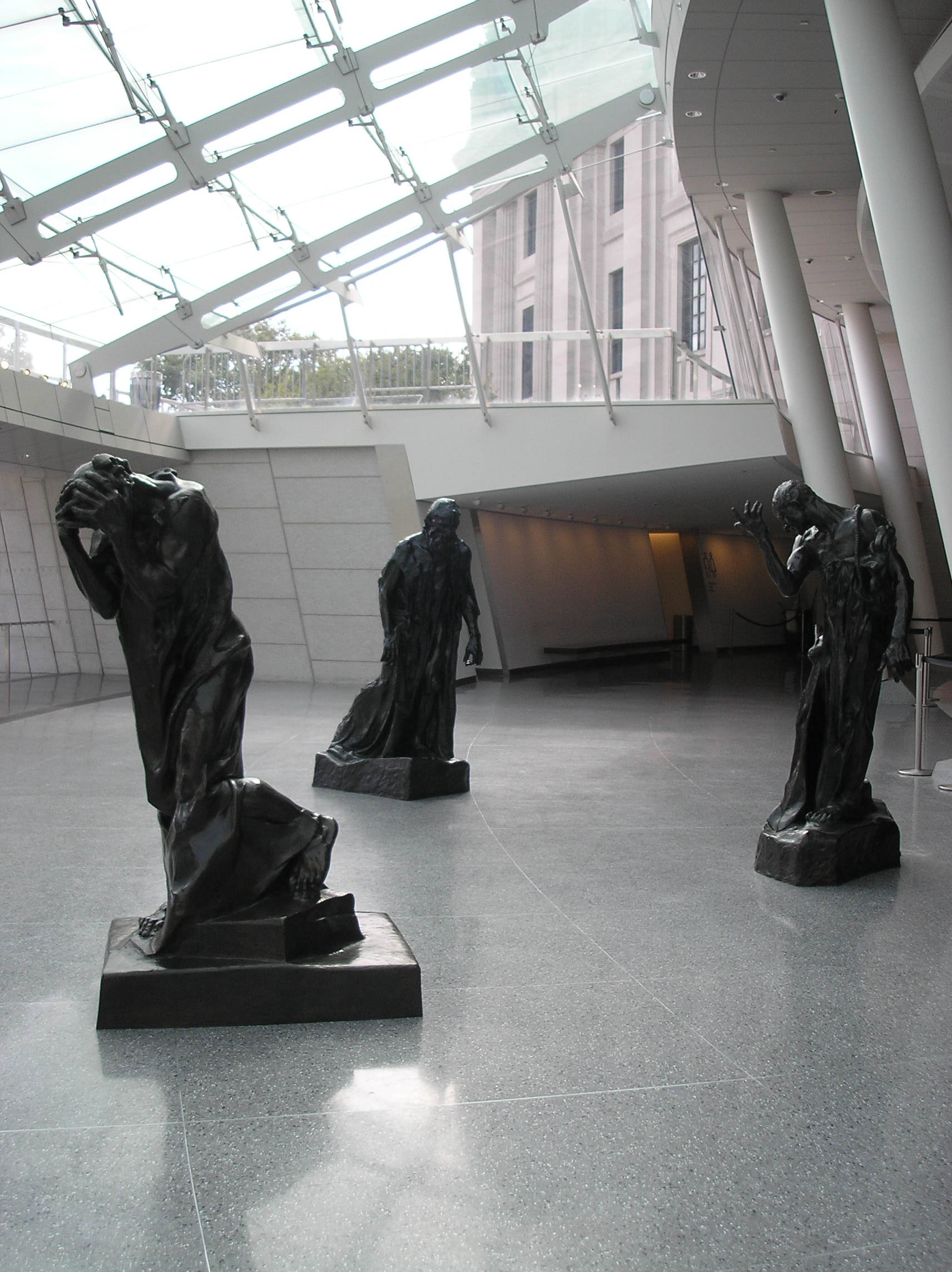
Els Burgesos de Calais - Brooklyn Museum- Nova York
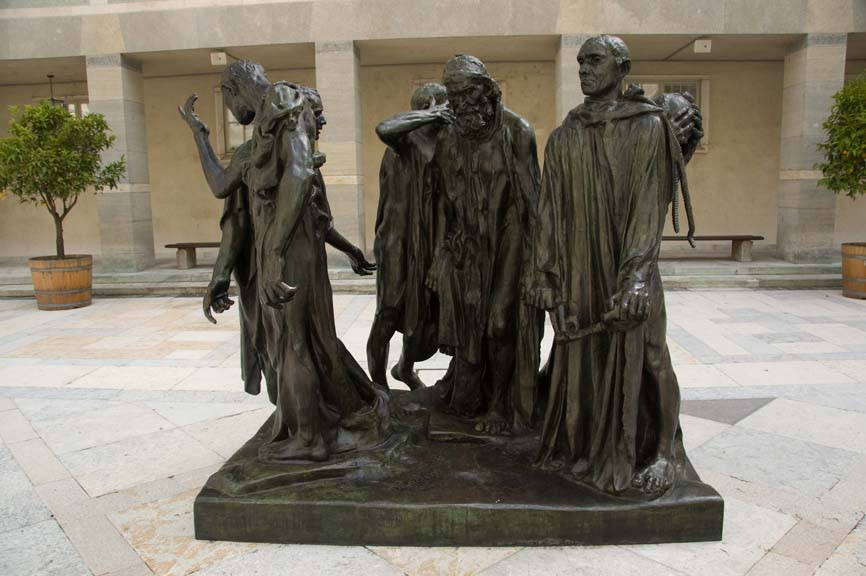
Kunstmuseum - Basilea
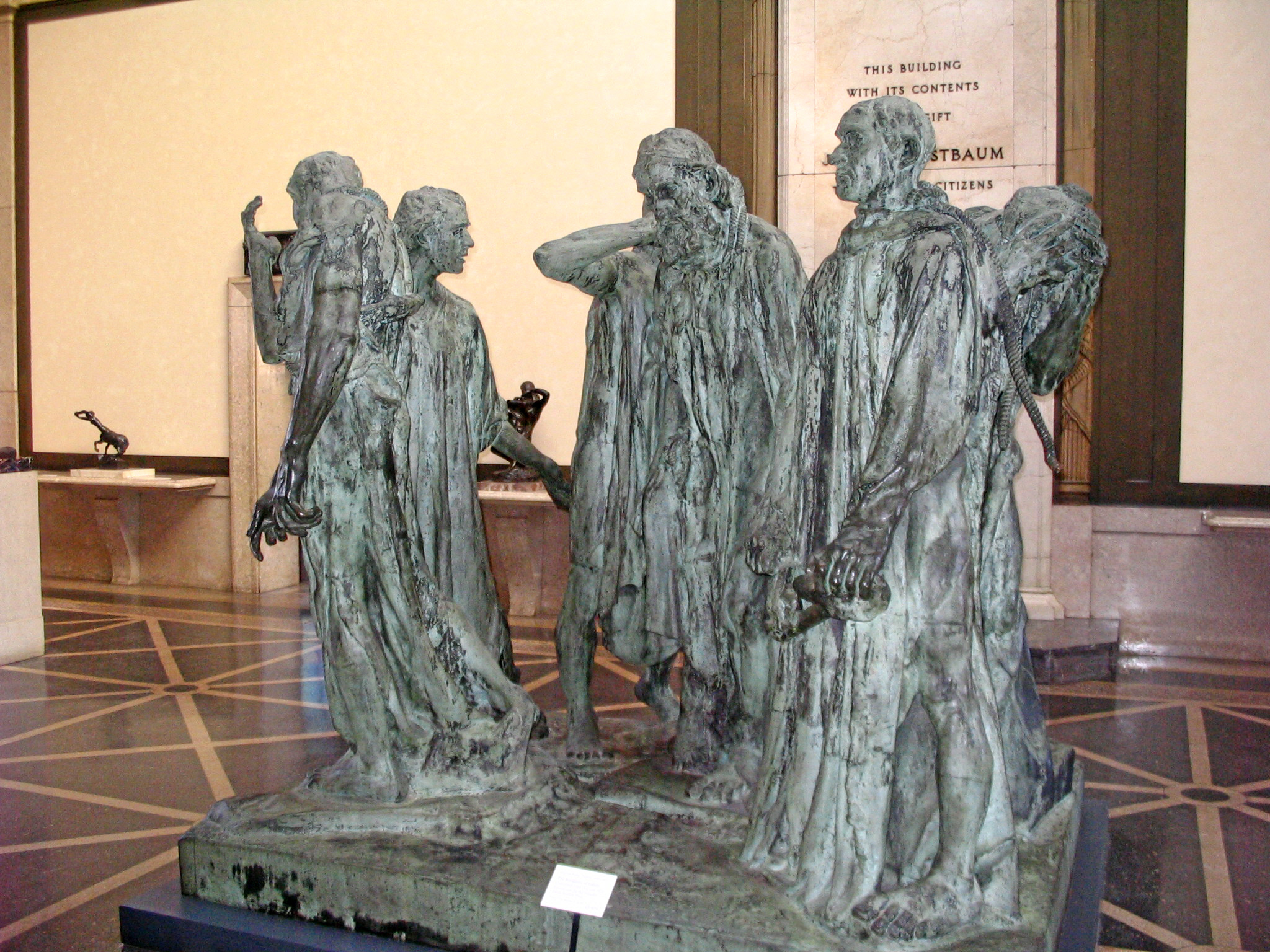
Museu de Filadèlfia